# غل تبة (ديزجرود الغربي)
غل تبة (بالفارسية: گل‌تپه) هي قرية تقع في إيران في أذربيجان الشرقية. يقدر عدد سكانها بـ 1,549 نسمة .